# Девять Изб
Де́вять Изб — деревня в Грязовецком районе Вологодской области России.
Входит в состав Перцевского муниципального образования, с точки зрения административно-территориального деления — в Перцевский сельсовет.
Расстояние по автодороге до районного центра Грязовца — 13,3 км, до центра муниципального образования Слободы — 3 км. Ближайшие населённые пункты — Яковлевка, Дюкосово, Камешник.
По переписи 2002 года население — 5 человек.